# Domesticación del caballo

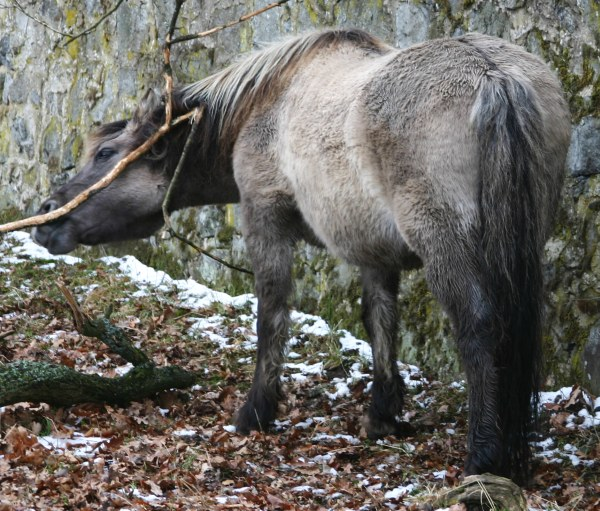
Imagen de un caballo tarpán.

Existen diversas hipótesis sobre muchos de los temas fundamentales en relación con la domesticación del caballo. Aunque ya en el arte paleolítico, alrededor del año 30 000 a. C., aparecieron en cuevas pinturas de caballos, estos eran, seguramente,[cita requerida] caballos salvajes cazados para usar su carne como alimento. Cuándo y cómo empezaron a ser domesticados estos animales es objeto de controversia.
La evidencia más clara y temprana del uso del caballo como medio de transporte se halla en los enterramientos con carros datados en 2000 a. C. Sin embargo una creciente cantidad de evidencias apoya la hipótesis que señala que los caballos empezaron a ser domesticados en las estepas euroasiáticas entre los años 4000 y 3500 a. C. y recientes descubrimientos en la cultura botai hace pensar que en sus asentamientos en la región de Akmola, Kazajistán, fue donde primero se domesticaron caballos. Al margen de la datación específica de la domesticación, el uso de caballos se difundió rápidamente a través de Eurasia, tanto para el transporte como para el trabajo del campo o para la guerra.

## Definición del concepto de domesticación
Algunos zoólogos[¿quién?] definen domesticación como el control humano de la cría del caballo, lo que puede ser detectado en muestras de esqueletos antiguos por los cambios en la talla y en la variabilidad de las antiguas poblaciones de caballos. Otros investigadores buscan evidencias más amplias como las basadas en huellas de uso para el trabajo sobre esqueleto y dentición, elementos arqueológicos como armas, arte, y objetos con significado espiritual o pautas de comportamiento cultural. También hay evidencia de que los caballos fueron criados antes para la alimentación humana que como animales de trabajo.
Los intentos de datación de la domesticación, por estudio genético o el análisis de los restos físicos, indican que no había una separación muy marcada de los genotipos de las poblaciones de caballos domesticados y los de las silvestres. Dicha separación parece haber tenido lugar, pero la fecha en la que ocurrió es muy estimativa, sin excluir la posibilidad de un período en el cual se mezclaran las poblaciones silvestres y las domésticas (lo que ocurre de forma natural cuando los animales ya domesticados siguen conviviendo en el mismo ambiente con los silvestres). Además todas las poblaciones de caballos actuales conservan la capacidad de volver al estado salvaje y todos los caballos salvajes actuales descienden de antepasados que escaparon cuando estaban cautivos.
Según se adopte la definición más estricta de domesticación o la más amplia, que se basa en un conjunto de evidencias zoológicas y arqueológicas, el resultado afectará al momento en que se cifra la domesticación. Se han encontrado evidencias de c. 4000 a. C. basadas en la aparición de patologías dentales asociadas a morder, cambios en las prácticas de carnicería al igual que en pautas de asentamiento, y símbolos y huesos de caballos en las cavernas. Por otra parte, se han podido medir cambios en el tamaño e incrementos en la variabilidad asociados con la domesticación ocurridos con posterioridad, c. 2500-2000 a. C., en los restos de caballos encontrados en el yacimiento de Csepel-Haros en Hungría, un asentamiento de la cultura del vaso campaniforme.
Últimamente se han encontrado algunos restos en la península arábiga que podrían datar incluso de hace 9,000 años, lo que podría dar información relevante sobre la domesticación. Fuera cual fuera el comienzo, el uso de caballos se expandió rápidamente a través de Eurasia, para el transporte así como para tareas de apoyo en la agricultura y en las guerras. Primitivamente, en la agricultura, para caballos y mulas se usó una especie de peto o arnés, más adecuado para los bóvidos, que no les permitía emplear toda su fuerza y con el que sufrían más, hasta la invención de un collar acolchado que apareció unos milenios más tarde y que mejoró esa situación.

## Antecedentes del caballo domesticado
Un estudio realizado por Weinstock en 2005 analizó el ADN mitocondrial de un gran número de muestras, desde fósiles de equinos de hasta 53 000 años de antigüedad, hasta otras de caballos modernos. Este estudio agrupa a todos los equinos en un solo clado, o grupo, con un único antecesor que incluye a tres especies genéticamente diferentes: el Hippidion, el caballo zancudo del Nuevo Mundo, y el verdadero caballo. Este, cuya zona de prevalencia se extendió desde el occidente de Europa hasta el este de Beringia, y que incluye tanto a los caballos prehistóricos, al caballo de Przewalski, y al caballo moderno, pertenece a una sola especie holártica. Un análisis más detallado sobre el verdadero caballo lo incluye en dos subtipos. Uno de estos tipos, el cual parece circunscrito a Norteamérica, está ya extinto. El otro estaba distribuido desde Norteamérica hasta Europa central, norte y sur de las capas de hielo del Pleistoceno. Se extinguió en Beringia hace unos 14 200 años y en el resto de América hace unos 10 000 años.
Este clado sobrevivió en Eurasia, y es del que parecen descender todos los caballos de hoy día. Estos caballos mostraban muy poca estructura filogeográfica debido, probablemente, a su gran movilidad y adaptabilidad.
Hoy en día el caballo común es clasificado como Equus ferus caballus. No existen otras presencias genéticas originales diferentes aparte del caballo de Przewalski, que nunca ha sido domesticado. El Przewalski tiene sesenta y seis cromosomas, a diferencia de los sesenta y cuatro de los caballos domésticos modernos, y su ADN forma un complejo génico distinto. La evidencia genética parece indicar que los caballos Przewalski actuales provienen de un acervo genético regional específico originario de la parte oriental de las estepas euroasiáticas, diferente del que dio origen a los caballos domesticados modernos. Sin embargo, pruebas como las pinturas de la cueva de Lascaux dan indicios de un antiguo tipo de caballo al que algunos investigadores ahora denominan subtipo Tarpan, que probablemente se parecía al caballo de Przewalski en su aspecto general: cabeza grande, pelaje con marcas primitivas (debidas al gen dun), cuello grueso, crines crespas y patas robustas y relativamente cortas.
Los caballos de la Edad de Hielo eran cazados por los primeros humanos modernos para alimentarse, en Europa, en las estepas de Eurasia y de Norteamérica. Existen numerosos restos que atestiguan esta actividad y muchas pinturas en cuevas que indican como eran. Muchas de estas subespecies de la Edad de Hielo se extinguieron durante los rápidos cambios climáticos asociados con el final de la última glaciación, o fueron cazados y exterminados por los humanos, particularmente en Norteamérica, donde el caballo llegó a desaparecer.
La clasificación basada en tipos morfológicos, en ausencia de ADN disponible para su investigación, argumentó que hubo cuatro prototipos principales que se supone se desarrollaron como adaptaciones al medio antes de la domesticación. Ha habido diversas teorías divergentes; algunas afirmaron que eran especies separadas o subespecies, mientras otras decían que esos grupos en realidad eran manifestaciones de apariencia diferente de la misma especie. Los estudios más recientes indican que solo hubo una única especie salvaje y todas las diferentes variantes fueron solo el resultado de la cría selectiva o adaptación natural después de su domesticación. De cualquier manera, las teorías más comunes dividen los diferentes prototipos en los siguientes:
- La especie de sangre caliente o caballo del bosque: se desarrolló como una variedad más tarde llamada Equus ferus germanicus. Este tipo puede haber contribuido al desarrollo de los caballos de sangre caliente del norte de Europa, así como los caballos pesados como el Ardennais.
- La subespecie de los caballos de tiro: unos caballos pequeños, robustos y corpulentos, con un pelaje denso, que surgieron en el norte de Europa, adaptados a los climas fríos y húmedos, algo parecido al actual caballo de tiro e incluso al pony Shetland.
- El oriental (se propuso denominarlo Equus agilis), más alto, delgado, fino y ágil, que surge en Asia occidental, adaptado a climas cálidos y secos. Se cree que es el antecesor del caballo árabe moderno y del Akhal-Teke.[13]

Solo hay dos especies no domesticadas que hayan perdurado en el tiempo: Przewalski (Equus ferus przewalski) y Tarpan (Equus ferus ferus). El Tarpan se extinguió en el siglo XIX y el Przewalski está amenazado de extinción; ya se extinguió en 1960 pero fue reintroducido al final de los ochenta en dos reservas en Mongolia.  Aunque investigadores como Marija Gimbutas sostuvieron que los caballos del período Calcolítico fueron Przewalski, los estudios genéticos más recientes indican que el caballo de Przewalski no es antecesor de los caballos domesticados actuales. Parecen haber existido otras subespecies de Equus ferus y pudiera ser que transmitieran sus genes a los caballos modernos.

## Métodos de domesticación.
Los équidos se extinguieron en el Hemisferio occidental a finales de última glaciación. Una pregunta frecuente es por qué y cómo los caballos se salvaron de este final en el continente euroasiático. Hay una teoría que afirma que la domesticación del caballo salvó a la especie.
Las condiciones ambientales para la supervivencia equina fueron algo más favorables en Eurasia que en las Américas, pero las mismas condiciones que llevaron a la extinción del mamut afectaron a los caballos. Por lo tanto, después de 8000 a. C., la fecha aproximada de la extinción en el continente americano, los seres humanos en Eurasia podrían haber empezado a tener caballos como ganado para alimentación, y al tenerlos cautivos pudieron haber ayudado a preservar la especie.
Un modelo de domesticación de los caballos cifra su inicio con potros que se mantienen como mascotas mientras que los adultos se sacrifican para su carne. Los potros son relativamente pequeños y fáciles de manejar. Los caballos son animales de rebaño o manada y necesitan del grupo para sobrevivir. Tanto la observación actual como la histórica muestran que los individuos jóvenes de esta especie toleran la cercanía de los humanos y de otras especies para satisfacer sus necesidades sociales. Por lo tanto, la domesticación del caballo pudo haber empezado con los caballos jóvenes como animal doméstico de compañía, antes de descubrir que estos animales podían ser montados o usados para trabajar de otra manera.
Sin embargo hay distintas interpretaciones sobre el término domesticar. Una interpretación sería incluir los cambios fisiológicos asociados a ser criados selectivamente en cautiverio, y no solo amansados. Se ha señalado que los pueblos tradicionales de todo el mundo han criado y amansado animales salvajes de manera más o menos esporádica y aun así no siempre se considera que se haya producido su domesticación.[cita requerida]
Por otro lado, algunos investigadores usan ejemplos históricos para averiguar como ocurrió la domesticación. Así, mientras que las culturas nativas norteamericanas capturaron y empezaron a montar a caballo desde el siglo XVI en adelante, la mayoría de las tribus no ejercieron un control significativo en su reproducción, y sus caballos desarrollaron un genotipo y un fenotipo adaptados al uso que les daban y a las condiciones climatológicas de su ambiente, haciéndoles más una raza natural que el resultado de una cría planificada tal y como se define por estándares modernos, pero no obstante se considera que hubo domesticación.
Una cuestión difícil es si la domesticación se produjo primero como animal de silla o de tiro. Mientras que la inequívoca evidencia arqueológica parece mostrarnos que los caballos fueron usados primero para tirar de carros de guerra, hay otra evidencia, que aunque indirecta, nos llevar a pensar lo contrario, particularmente en la cultura Botai. Los bocados pueden parecer elementos asociados, necesarios, para los caballos de silla, sin embargo, como lo demuestra el uso actual (aunque no corriente) de bozales en lugar de bocados, los bocados no son elemento indispensable, pues puede bastar una cuerda u otros elementos blandos (y por tanto que no resisten el paso del tiempo) que se sujetan en la cabeza del animal para su uso como caballo de silla. Esto significa que la ausencia de elementos inequívocos del uso primitivo como animales de silla en el registro histórico no es prueba concluyente.
Igualmente también se ha argüido que la presencia de bocados, y señales de uso de bocados en las mandíbulas equinas, no lleva necesariamente a pensar que se usaron para ser montados, pues también se puede controlar con bocado un animal que tira de un carro o de un arado. Teniendo en cuenta el uso de bóvidos para tirar de arados en Mesopotamia, es posible que también los primitivos arados puedan haber sido probados con caballos y que los bocados hayan tenido parte importante en el desarrollo agrario con preferencia a su uso como elementos de tecnología bélica.

## Los caballos en la guerra
Aunque la monta a caballo se practicó seguramente desde el cuarto o tercer milenio a. C., y la desaparición de los antiguos asentamientos europeos puede estar relacionada con los ataques de guerreros montados a caballo, el impacto más claro de los caballos en la guerra antigua fue tirando de carros, introducidos hacia el año 2000 a. C.

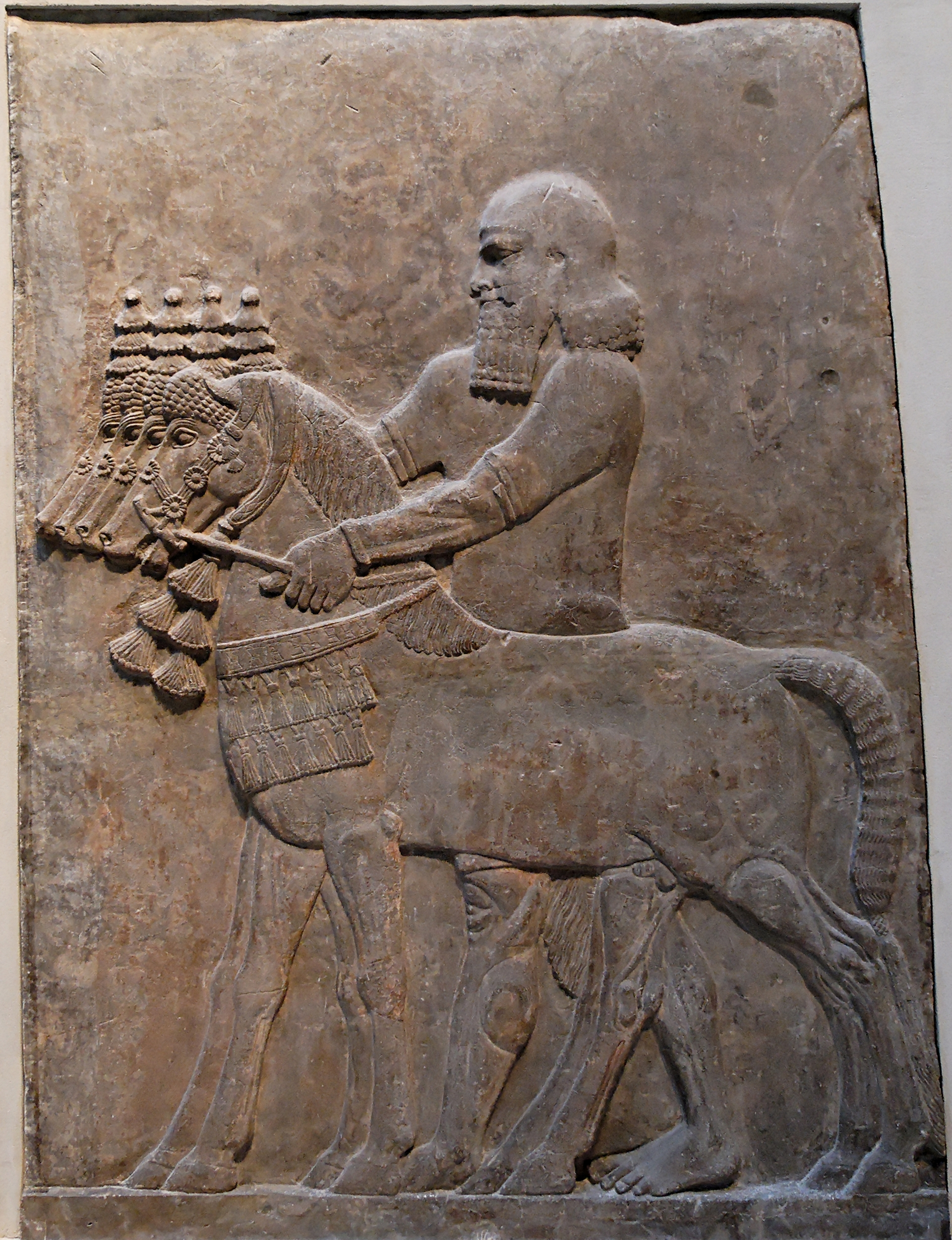
Bajo relieve de Dur-Sharrukin (Asiria)(s. VIII a. C.)

Los caballos de la Edad de Bronce eran relativamente pequeños en comparación con los estándares modernos, lo que llevó a algunos teóricos a creer que los caballos antiguos eran demasiado pequeños para ser montados por lo que tendrían que haber sido utilizados solo para tirar de carros. Heródoto ilustra esta teoría describiendo a los Sigynnae como un pueblo de la estepa donde criaban caballos demasiado pequeños para montarlos pero muy eficientes a la hora de tirar de un carro. Sin embargo, ya que los caballos se mantuvieron generalmente más pequeños que los equinos modernos hasta bien entrada la Edad Media, esta teoría es muy cuestionable.

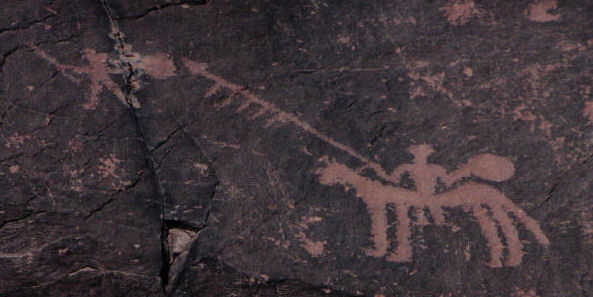
Representación prehistórica de un jinete en el valle del Draa, en Marruecos.

La Edad del Hierro en Mesopotamia fue la primera en ver el uso del caballo como arma de guerra, como lo demuestran los notables éxitos de las tácticas de arqueros a caballo usadas por varios pueblos nómadas de jinetes como los partos. Con el tiempo el carro se fue dejando de usar.
El caballo de la Edad del Hierro era todavía relativamente pequeño, 1,27-1,47 metros medidos en la cruz. Esto significa que eran más bajos que la media de los caballos de silla actuales, que fluctúa entre 1.47 y 1.78 metros. Sin embargo, caballos de poca alzada fueron utilizados con éxito como caballería ligera durante muchos siglos. Por ejemplo, los ponis Fell, que miden de media 1.37 metros, y que se creen descendientes de los caballos de la caballería romana, son capaces de llevar cómodamente a adultos (aunque con la distancia al suelo bastante limitada). Del mismo modo, el caballo árabe se caracteriza por una espalda corta, hueso denso, y los éxitos de los musulmanes contra los caballeros europeos en caballos muy pesados demostraron que un caballo de no más de 1.47 metros puede llevar muy bien a un adulto a la guerra.
Jinetes guerreros como los escitas, los hunos y los vándalos del final del Imperio Romano, los mongoles en Europa oriental y los guerreros musulmanes entre los siglos VIII a XIV, así como los indios americanos en el siglo XIX mostraron formas efectivas de caballería ligera.